# Maria Höfl-Riesch
Maria Höfl-Riesch, nemška alpska smučarka, * 24. november 1984, Garmisch-Partenkirchen.

## Kariera
Maria Riesch je ena izmed najbolj talentiranih alpskih smučark novega rodu. Medalje je začela osvajati že zelo zgodaj, na mladinskih svetovnih prvenstvih, kjer je osvojila vsega skupaj sedem medalj, od tega tri zlate v kombinaciji in na superveleslalomu.
V sezoni 2007/08 je osvojila mali kristalni globus v superveleslalomu, v naslednji sezoni pa je bila v izjemni slalomski formi in po zaslugi štirih zmag zapored in drugih dobrih slalomskih uvrstitev je osvojila mali kristalni globus v slalomu. 
Svojo bogato in uspešno kariero je zaključila po grdem padcu na smuku v Lenzerhideju marca 2014.

### Zmage v svetovnem pokalu
Maria Riesch ima 27 zmag v svetovnem pokalu 
11 v smuku, 4 v superveleslalomu, 9 v slalomu in 4 v alpski kombinaciji

## Osebno življenje
Riescheva ima tudi mlajšo sestro Susanne Riesch, ki je prav tako alpska smučarka. Njena najboljša prijateljica je Američanka Lindsey Vonn, prav tista, s katero sta se borili za veliki kristalni globus v sezoni 2008/09, katerega je potem osvojila Američanka, Riescheva pa je bila druga.